# Legio I Iovia
La Legio I Iovia (aussi appelée Legio I Iovia Scythica) était une légion de l’armée romaine au cours de l’Antiquité tardive. De même que la Legio II Herculia, elle fut créée par Dioclétien (r. 284-305) vers la fin du IIIe siècle. Le surnom de la légion, « dédiée à Jupiter », lui vient de l’empereur lui-même, souvent appelé Iovianus ou « l’homme qui ressemble à Jupiter », alors que son collègue Maximien était comparé à Hercule. 

## Historique

Carte montrant la division de l’Empire romain entre les quatre tétrarques.

Dès le début de son règne en 293, Dioclétien procéda à des réformes en profondeur de l’administration et de la défense de l’empire. Après avoir créé la tétrarchie où chacun des deux Augustes (Dioclétien  et Maximien) était secondé par deux Césars (Galère et Constance), il doubla le nombre des provinces et créa une structure régionale regroupant les 100 provinces en douze diocèses. Chaque tétrarque était responsable d’une partie de l’empire, Galère étant responsable de l’ancienne Illyrie, et de l’Asie incluant l’Asie mineure. Il réorganisa également l’armée, créant pour chaque tétrarque une armée mobile (comitatenses), alors qu’un système de fortifications (limes) établi le long de la frontière était gardé par des unités permanentes (limitanei).
Tout en conservant les 39 légions déjà existantes, mais dont nombre n’étaient pratiquement plus que l’ombre d’elles-mêmes, il leva au moins 14 nouvelles légions dont les I et II Iovia, II, III et IV Herculia, III Diocletiana et I Maxima. La Legio I Iovia, de même que sa jumelle la Legio III Herculia, fut stationnée dans la nouvelle province de Scythie, près de l’embouchure du Danube, dans le diocèse de Thrace, . 
Il est vraisemblable qu’elle ait accompagné un détachement du césar Galère (césar en 293, auguste en 305, meurt en 311) entre 296 et 298 dans sa campagne contre les Sassanides .

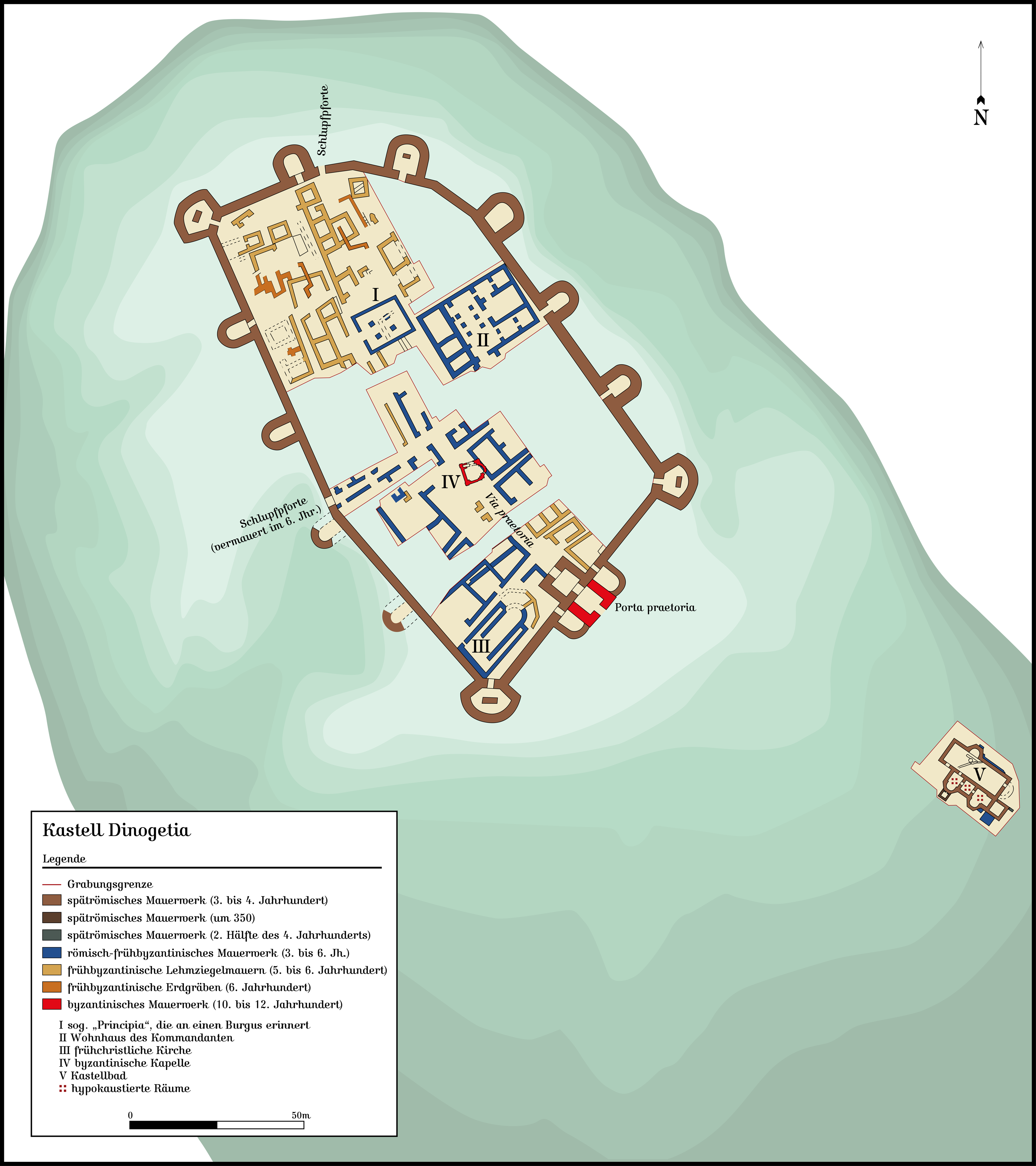
Plan de la fortification de Dinogetia.

Sous Dioclétien (r. 284-305), la Legio I Iovia fut basée à Noviodunum ad Istrum.
Après la mort de Dioclétien, au moins une partie de la légion fut cantonnée dans la forteresse de Dinogetia, en Mésie inférieure (diocèse de Thrace), comme en font foi des briques marquées au sceau de la légion.
Au début du Ve siècle, on retrouve la légion sous les ordres du Dux Scythiae (gouverneur de la Scythie). Le praefectus legionis (préfet de la légion) et le praefectus ripae (préfet des gardes-frontières) s’installèrent à Noviodunum ad Istrum (aujourd’hui Isaccea en Roumanie), quartier-général de la légion. Un autre préfet des gardes-frontières était stationné à Accisso (aussi nommé Fort Aegyssus, aujourd’hui Tulcea). L’un et l’autre étaient chargés de surveiller le Danube, frontière entre l’empire et le Barbaricum. Un autre préfet des gardes-frontières de la Legio I Iovia était stationné avec la Cohors Secunda Herculia musculorum Scythicorum et la flotte fluviale à Inplateypegiis. D’autres détachements se trouvaient à Capidava (Topalu).
Il est probable que la légion ait, par la suite, été incorporée dans l’armée byzantine .